# Davide Bianchetti
Davide Bianchetti (Brescia, 8 marzo 1977) è un giocatore di squash italiano.
Campione italiano Juniores di squash in tutte le categorie dai 13 ai 18 anni, è diventato campione italiano assoluto a soli 18 anni.

## Carriera
Ha vinto cinque titoli assoluti nella FIGS (la Federazione Italiana) e poi è diventato negli ultimi anni l'atleta di riferimento dell'ASSI, un'associazione indipendente italiana che raggruppa club e giocatori, e organizza da anni in Italia tornei internazionali validi per la PSA (Professional Squash Association). A livello internazionale è giocatore professionista dal 1997.
Ha vinto 7 tornei internazionali validi per la classifica mondiale PSA, la Professional Squash Association (2 tornei in Messico, lo Swiss Open, il Belgian Open, il Mega Italia Open, il Liguria Open e il Santiago Spanish Open).
Partecipa regolarmente ai principali tornei mondiali, compresi i Campionati del Mondo individuali dove da dieci anni è l'unico giocatore italiano ammesso. Ai mondiali in Pakistan del 2003 eliminò il numero uno al mondo, l'inglese Peter Nicol, e raggiunse i quarti di finale, miglior risultato di sempre per un italiano.
Gioca in Italia per il Millennium Sport & Fitness di Brescia, ma gioca regolarmente anche nei principali campionati a squadre in Inghilterra, Germania, Paesi Bassi e Svizzera.